# Rémy Mertz
Rémy Mertz (Luxemburgo, 17 de julho de 1995) é um ciclista belga membro da equipa Lotto Soudal.

## Palmarés
- 2015
  - 1 etapa da Carpathian Couriers Race

## Resultados em Grandes Voltas
Durante sua corrida desportiva tem conseguido os seguintes postos nas Grandes Voltas.
| Corrida | Corrida         | 2017  | 2018 | 2019 | 2020  |
| ------- | --------------- | ----- | ---- | ---- | ----- |
|         | Giro d'Italia   | —     | —    | —    | —     |
|         | Tour de France  | —     | —    | —    | —     |
|         | Volta a Espanha | 150.º | —    | —    | 104.º |

—: não participa 

Ab.: abandono